# DMF11系エンジン
DMF11系エンジンは、JRグループ・民鉄・第三セクター鉄道などの気動車に広く搭載されるディーゼルエンジンであり、小松製作所（コマツ）の「SA6D125H」モデルの国鉄式の呼称である。
元はコマツが開発した建設・産業機械用の高速エンジン「SA6D125」を鉄道車両用に横型に改設計したものであり、開発・設計に関わるコストが抑えられている。また、既に各国へも輸出されている実績のあるエンジンをベースとしており、基礎設計が古いDMH17系・DMF15系に比べ小型・高出力・低燃費で良好な始動性を持ち・排気ガス規制対応の点で優れたものとなっている。コマツでの機種・商品名である「SA6D125H」をそのまま使用する鉄道会社もある。

## 概要
国鉄改革により分割民営化の機運が本エンジンの採用を後押ししたが、大改革の波の中でカミンズ製エンジンや新潟鐵工所（現・IHI原動機）製エンジンなどとともに新たに採用された。同系列で出力・排気量の大きいコマツ「SA6D140H」（DMF15HZ系エンジン）もある。
従来の国鉄によるエンジンは高い耐久性を最優先に開発したことから、一般的な産業用エンジンに比べ非常に高価な代物になっていた。そのため、「オーバーホール」と称して繰り返し内部の部品のみを交換し、かえって新品を製造する以上の費用と手間がかかっていた。これには、エンジン全体の交換は多額の予算措置が必要で煩雑な承認を得る必要があるのに対し、部品交換は修繕費で実施できるという国鉄の会計上の都合があった他、新品への交換による人員削減（オーバーホールに関わる職員が不要になる）を恐れた組合側の反発が大きかった事情もあった。
それに対し、本エンジンは建設・産業機械に使用された格段に生産数が多い汎用エンジンがベースであるため、価格も安く故障も少ない。しかし仕様上はDMH17系より耐久性が低いことになっている。
近年では排出ガス規制のため、耐久性の低さを逆手にとって10年から15年で後発の機種に換装（更新）する鉄道会社も多い。換装の費用がかかるものの、性能が向上しオーバーホールが不要になるため、結果的にコストダウンとなる。

## 開発経緯
国鉄末期の1987年（昭和62年）、国鉄には、従来のエンジンは大型で重く低出力で、また独自設計で専用部品が多いため部品の供給体制が悪く、予備品を大量に保有しなければならないことなどに対し、他産業の汎用のエンジンを活用したいという機運があった。
それまでは基本的に国鉄が設計したエンジンを各エンジンメーカーが製造する形を採っていたため、汎用エンジンを採用するに当たってはコンペを行うこととし、書類審査、単体耐久試験の後、コマツ、カミンズ、新潟鐵工所の3社が選ばれ、1年間の営業運転で評価する形となった。1988年（昭和63年）2月から1年間、キハ58系を用い、盛岡客車区で急行『陸中』、南秋田運転所で急行『よねしろ』の2編成で確認が行われた。盛岡のキハ58-628にコマツとカミンズが、キハ58-277に新潟が、秋田ではキハ58-122にコマツと新潟が、キハ58-82にカミンズがそれぞれ1台ずつ搭載された。
変速機は従来のものを使用したため、入力トルクの制限からエンジン出力は250 PSとして使用された。1年間の走行の後1社のエンジンに絞られるはずであったが、結果的に3社とも採用される形になった。
コマツ小山工場の地元栃木県の真岡鐵道のモオカ63形気動車が、本機種を採用し営業運転を開始した最初の車両となった。
1989年、この頃JR四国では2000系「TSE」の開発が進められ当エンジンが採用された。排気量11 Lで330 PSと当時の鉄道エンジンと比べて大幅な排気量あたり出力比の向上であった。この成功で、智頭急行HOT7000系、JR北海道キハ281系 (HEAT281) など制御付自然振子式車両に展開され、さらに北近畿タンゴ鉄道KTR001形、JR九州、JR西日本にも一気に採用が広がっていくことになった。ただし、JR東海はカミンズ製Nシリーズ（DMF14系エンジン）の採用に一本化したため、DMF11系およびDMF15HZ系の採用例は皆無である。
この系列の出力向上型として、デュアルサーキット冷却系を採用し出力を400 PSに増強した「SA6D125HD」エンジンがJR四国の一般型車1000形で使用されている。
JR東日本、JR北海道においては国鉄時代のエンジン形式命名ルールに従い「ディーゼル原動機、6気筒、排気量11リットル、過給機および中間冷却器装備」から「DMF11HSZ」の呼称とされているが、JR四国、JR九州、JR西日本および第3セクターなどではメーカー呼称をそのまま用いている。

## 諸元
- 直列6気筒4ストロークディーゼルエンジン
- 組み合わされる液体変速機は、主要なものを掲載

| メーカーによる呼称       | S6D125H-1            | SA6D125H-1                                    | SA6D125HE-1                                   | SA6D125HD-1               | DMF11HZ                   | N-DMF11HZA           | N-DMF11HZD           |                    |
| ------------------------ | -------------------- | --------------------------------------------- | --------------------------------------------- | ------------------------- | ------------------------- | -------------------- | -------------------- | ------------------ |
| 方式                     | 直噴式               | 直噴式                                        | 直噴式                                        | 直噴式                    | 直噴式                    | 直噴式               | 直噴式               | 直噴式             |
| シリンダ形状             | 横形直列             | 横形直列                                      | 横形直列                                      | 横形直列                  | 横形直列                  | 横形直列             | 横形直列             | 横形直列           |
| シリンダ数               | 6                    | 6                                             | 6                                             | 6                         | 6                         | 6                    | 6                    | 6                  |
| シリンダ径×行程 (mm)     | 125×150              | 125×150                                       | 125×150                                       | 125×150                   | 125×150                   | 125×150              | 125×150              | 125×150            |
| 過給方式                 | ターボチャージャー   | ターボチャージャー                            | ターボチャージャー                            | ターボチャージャー        | ターボチャージャー        | ターボチャージャー   | ターボチャージャー   | ターボチャージャー |
| インタークーラーの装備   | なし                 | あり                                          | あり                                          | あり                      | あり                      | あり                 | あり                 | あり               |
| 排気量 (l)               | 11.0                 | 11.0                                          | 11.0                                          | 11.0                      | 11.0                      | 11.0                 | 11.0                 | 11.0               |
| 連続定格出力 (ps/rpm)    | 250/1900             | 355/2100                                      | 355/2100                                      | 400/2100                  | 330/2100                  | 355/2100             | 355/2100             |                    |
| 組み合わされる液体変速機 | 新潟TACNコンバーター | DW14 新潟TACNコンバーター コマツKTF3335変速機 | DW14 新潟TACNコンバーター コマツKTF3335変速機 | DW14 新潟TACNコンバーター | DW14 新潟TACNコンバーター | 新潟TACNコンバーター | 新潟TACNコンバーター | -                  |
| 全長 (mm)                |                      |                                               |                                               |                           |                           |                      |                      |                    |
| 全幅 (mm)                |                      |                                               |                                               |                           |                           |                      |                      |                    |
| 全高 (mm)                |                      |                                               |                                               |                           |                           |                      |                      |                    |

## 主な搭載車種

### JRグループ
SA6D125H-1
- JR四国2000系TSE気動車
- JR四国2000系気動車
- JR四国N2000系気動車
- JR東日本キハ58系気動車
- JR東日本キハ28系気動車
- JR東日本キハ52系気動車
- JR東日本キハ100系気動車
- JR九州キハ71系気動車 - 中間車のキハ70形に1両につき2基搭載
- JR北海道キハ281系気動車
- JR北海道キハ283系気動車
- JR西日本キハ120形気動車
- JR西日本キハ40系気動車
- JR九州キハ40系気動車

SA6D125HE-1
- JR北海道キハ281系気動車
- JR北海道キハ283系気動車
- JR西日本キハ120形気動車
- JR西日本キハ40系気動車
- JR四国2000系気動車
- JR九州キハ40系気動車
- JR九州キハ185系気動車

SA6D125HD-1
- JR四国1000形気動車
- JR九州キハ140､147系気動車
- JR九州キハ71系気動車 - 先頭車のキハ71形に1両につき1基搭載

### 私鉄・第三セクター鉄道

#### 私鉄
SA6D125HE-2
- 関東鉄道キハ5010形、5020形気動車

#### 第三セクター鉄道
S6D125H-1
- 真岡鐵道モオカ63形気動車

SA6D125H-1
- 北近畿タンゴ鉄道KTR001タンゴエクスプローラー
- 真岡鐵道モオカ14形気動車
- 智頭急行HOT7000系気動車、 HOT3500形
- 井原鉄道IRT355形気動車

SA6D125HE-1
- 真岡鐵道モオカ14形気動車
- 智頭急行HOT7000系気動車、 HOT3500形
- 松浦鉄道MR-600系気動車
- 平成筑豊鉄道400,500形
- 由利高原鉄道YR-3000形気動車

- いすみ鉄道いすみ300型、350型気動車、およびキハ20 1303

SA6D125HE-2
- 京都丹後鉄道KTR300形気動車
- 南阿蘇鉄道MT-4000形気動車